# Erhard Wunderlich
Erhard Wunderlich (Augsburgo, Alemania Occidental, 14 de diciembre de 1956 - Colonia, Alemania, 4 de octubre de 2012) fue un jugador de balonmano alemán. Jugaba de central izquierdo.

## Clubes
- -1976: FC Augsburg
- 1976-1983: VfL Gummersbach
- 1983-1984: Fútbol Club Barcelona
- 1984-1989: TSV Milbertshofen
- 1989-1991: VfL Bad Schwartau

## Selección nacional
Fue internacional con la Selección de balonmano de Alemania. Con la selección de Alemania Occidental y de la Alemania unificada jugó un total de 140 partidos internacionales y anotó 504 goles. Participó en los Juegos Olímpicos de Los Ángeles 1984, en los que disputó los seis partidos y anotó 22 goles, logrando la medalla de plata.
Con la selección de Alemania Occidental debutó el 19 de noviembre de 1976 frente a la selección de balonmano de Rumania en Braşov.

## Muerte
Erhard Wunderlich falleció a causa de cáncer de piel el 4 de octubre de 2012.